# برت هویل
برت هویل (انگلیسی: Bert Hoyle; ۲۲ آوریل ۱۹۲۰ – ۶ ژوئیهٔ ۲۰۰۳) بازیکن فوتبال اهل بریتانیا بود.
از باشگاه‌هایی که در آن بازی کرده‌است می‌توان به باشگاه فوتبال بریستول راورز، باشگاه فوتبال برافورد پارک آونیو، باشگاه فوتبال اکستر سیتی، و باشگاه فوتبال ولورهمپتون واندررز اشاره کرد.